# HMS Lion (1910)
HMS Lion byl britský bitevní křižník stejnojmenné třídy, bojující v první světové válce. Byl přijat do služby v roce 1912. Od svých sesterských lodí se odlišoval v detailech (umístění předního komínu).
Prvním bojovým nasazením Lionu byla 28. srpna 1914 první bitva u Helgolandské zátoky. Lion byl také vlajkovou lodí admirála Davida Beattyho v bitvách u Dogger Banku a u Jutska.

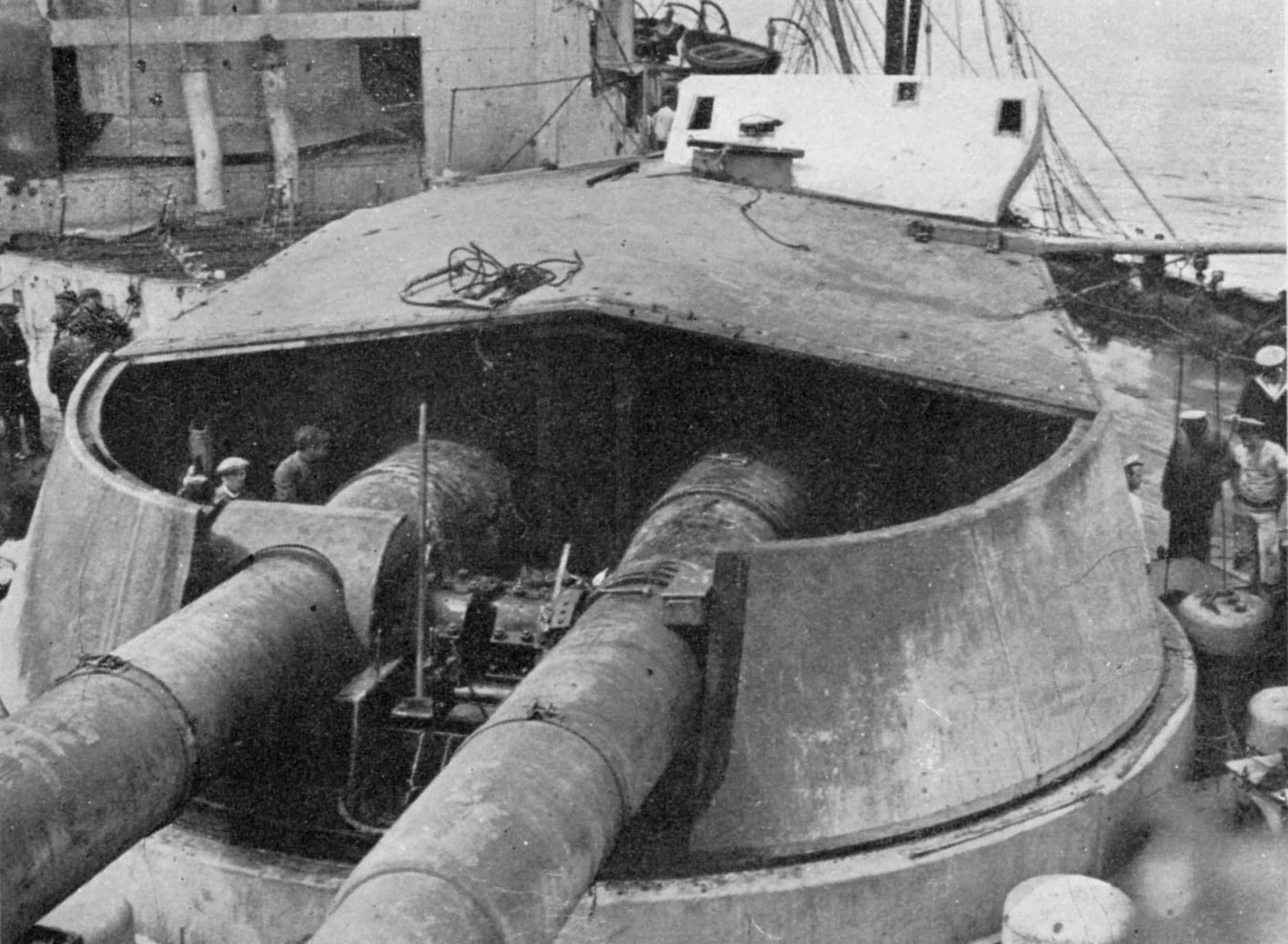
Dělová věž „Q“ po bitvě u Jutska

Právě u Dogger Banku se Lionu podařil zásah muničních skladů německého bitevního křižníku Seydlitz, který způsobil výbuch části připravených korditových náloží. Těžce poškozená loď byla téměř ztracena a tato zkušenost vedla Němce k vylepšení ochrany muničních skladů a záchranných postupů, což mohlo mít vliv na jejich menší ztráty utrpěné u Jutska. Po tomto úspěchu byl u Dogger Banku Lion zasažen salvou německého bitevního křižníku Derfflinger, která ho poškodila a neovladatelná loď opustila linii. Admirál Beatty převzal velení bitvy až poté, co se přesunul na bitevní křižník New Zealand.
U Jutska byl Lion blízko osudu své sesterské lodi Queen Mary, která po zásahu do muničních skladů, stejně jako bitevní křižníky Invincible a Indefatigable, vyletěla do povětří. Salva ráže 305 mm z bitevního křižníku Lützow zasáhla Lion v místě dělové věže Q. Jen díky statečnosti velitele věže, smrtelně zraněného majora Francise Harveyho, který vydal rozkaz k uzavření muničního skladu a jeho zatopení vodou, Lion nevybuchl. Zato byl Harvey posmrtně vyznamenán Viktoriiným křížem.
Po válce byl Lion na základě rozhodnutí Washingtonské konference sešrotován.